# André Luís Neitzke
André Luis Neitzke, hay đơn giản Andre (sinh ngày 21 tháng 11 năm 1986 ở Paraná), là một tiền vệ bóng đá người Brasil hiện tại thi đấu cho FC Sion.

## Sự nghiệp
Anh thi đấu cho Tokushima Vortis trong 3 mùa giải.

## Thống kê câu lạc bộ
| Thành tích câu lạc bộ | Thành tích câu lạc bộ | Thành tích câu lạc bộ | Giải vô địch | Giải vô địch | Cúp           | Cúp           | Cúp Liên đoàn   | Cúp Liên đoàn   | Tổng    | Tổng      |
| --------------------- | --------------------- | --------------------- | ------------ | ------------ | ------------- | ------------- | --------------- | --------------- | ------- | --------- |
| Mùa giải              | Câu lạc bộ            | Giải vô địch          | Số trận      | Bàn thắng    | Số trận       | Bàn thắng     | Số trận         | Bàn thắng       | Số trận | Bàn thắng |
| Nhật Bản              | Nhật Bản              | Nhật Bản              | Giải vô địch | Giải vô địch | Emperor's Cup | Emperor's Cup | J.Cúp Liên đoàn | J.Cúp Liên đoàn | Tổng    | Tổng      |
| 2006                  | Cerezo Osaka          | J1 League             | 0            | 0            | 0             | 0             | 0               | 0               | 0       | 0         |
| 2006                  | Tokushima Vortis      | J2 League             | 17           | 2            | 0             | 0             | -               | -               | 17      | 2         |
| 2007                  | Tokushima Vortis      | J2 League             | 20           | 0            | 1             | 0             | -               | -               | 21      | 0         |
| 2008                  | Tokushima Vortis      | J2 League             | 11           | 0            | 0             | 0             | -               | -               | 11      | 0         |
| Quốc gia              | Nhật Bản              | Nhật Bản              | 48           | 2            | 1             | 0             | 0               | 0               | 49      | 2         |
| Tổng cộng             | Tổng cộng             | Tổng cộng             | 48           | 2            | 1             | 0             | 0               | 0               | 49      | 2         |